# Harpinia clivicola
Harpinia clivicola är en kräftdjursart som beskrevs av Watling 1981. Harpinia clivicola ingår i släktet Harpinia och familjen Phoxocephalidae. Inga underarter finns listade i Catalogue of Life.